# Халкотека

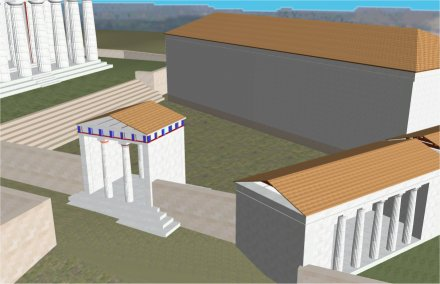
На модели Халкотека выглядит как здание со сплошной стеной на заднем плане (слева видна часть Парфенона)

Халкоте́ка (др.-греч. Χαλκοθήκη) — особое здание на афинском Акрополе, с опистодомом (внутренняя комната), принадлежавшее Парфенону и служившее складом жертвенной утвари и оружия. Здесь хранились, в частности, принадлежавшие городу щиты, панцири, копья, поножи, катапульты и другие метательные орудия; сюда же складывалось оружие, взятое в разное время у неприятеля. Название и функции Халкотеки известны из надписей IV века до н. э. Одна из них представляет собой указ, содержащий перечень хранимых в Халкотеке предметов и предписывающий установить перед зданием стелу с текстом указа.

## История
В науке XIX века не было единого мнения, где именно находилась Халкотека: одни помещали её в юго-восточном углу Акрополя, другие (В. Дёрпфельд) — к западу от Парфенона, на южном краю плато, третьи — в северной его части, ближе к западному углу.
Позднее остатками Халкотеки стали считаться развалины, обнаруженные к востоку от Бравронейона и в непосредственной близости к юго-западу от Парфенона. От здания остался лишь фундамент из известняка и вырубленные в скале траншеи для фундамента. Здание стояло перед южной стеной Акрополя и было около 43 м в длину и 14 м в ширину; с северной длинной стороны находился портик шириной 4,5 м. Чтобы построить этот портик, потребовалось сровнять с землёй южную часть вырубленной в скале лестницы, ведущей к западному фасаду Парфенона. Это позволяет предположить, что портик был построен в начале IV века до н. э., в то время как само здание появилось раньше, вероятно, одновременно с Парфеноном — то есть в середине V века до н. э. По-видимому, в римское время проводился масштабный ремонт здания, так как были найдены многочисленные фрагменты архитектурного убранства, принадлежащие к римской эпохе и соответствующие размерам Халкотеки.